# 嬉野おおきんバス
嬉野おおきんバス（うれしのおおきんバス）は、三重県松阪市の旧嬉野町 管内を運行するコミュニティバスである。三重交通バスに委託して運行されている。系統番号は伊勢中川駅のNをとり、N1。

## 経緯
旧嬉野町は、東部の平野地帯は交通の便も良く様々な施設があるが、西部の山間地域は過疎と高齢化が進み、交通も不便であった。松阪市との合併後も三重交通72系統（中川駅 - 上小川）のバスが東西を結ぶ路線として運行されて来たが、採算が合わず、2011年（平成23年）8月29日より松阪市の補助及び住民の協賛による嬉野おおきんバスが代わって1日3往復を運行開始した。運賃は1乗車100円 - 200円で休日・年末年始運休。

## 備考
「おおきん」は地元の言葉で「ありがとう」の意味であり、大阪弁の「おおきに」に当たる。

## 現行路線
- Aルート（月・水・金曜）：中川駅東口 - 嬉野地域振興局 - 嬉野中学校 - 堀之内 - 八田川原 - 宮野 - 嬉野宇気郷公民館 - 小原 - 上小川
- Bルート（火・木・土曜）：嬉野地域振興局 - 中川駅東口 - 一志団地 - 堀之内 - 薬王堂病院 - 八田川原 - 宮野 - 嬉野宇気郷公民館 - 小原 - 上小川
  - 宮野停留所をまたいで中川駅方面と上小川方面を利用する場合の運賃は200円、他は100円。

## 車両
- トヨタ・ハイエース
- 日産・キャラバン

※ ともに10人乗り（車イス1名対応）